# Dolichoris vasculosae
Dolichoris vasculosae är en stekelart som beskrevs av Hill 1967. Dolichoris vasculosae ingår i släktet Dolichoris och familjen fikonsteklar. Inga underarter finns listade i Catalogue of Life.